# Canal d'Erie

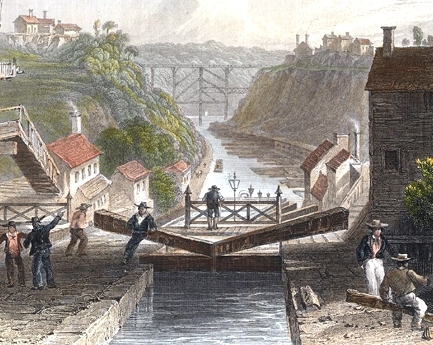
A Lockport el 1839

El canal d'Erie —Erie Canal (anglès)— és un canal navegable de l'estat de Nova York que originàriament feia una llargada de 363 km Anava des d'Albany al riu Hudson fins a Buffalo, al llac Erie. Es va construir per a crear una via navegable des de la Ciutat de Nova York i l'oceà Atlàntic als Grans Llacs d'Amèrica del Nord, aquest canal va ajudar que Nova York eclipsés Filadèlfia com la ciutat i port més gran dels Estats Units Actualment aquest canal forma part del New York State Canal System.
Va estar proposat des de l'any 1807 i la construcció va començar el 1817 des del municipi de Rome (Nova York). Aquest canal compta amb 36 rescloses amb una diferència d'altitud de 565 peus. Es va inaugurar el 26 d'octubre de 1825.

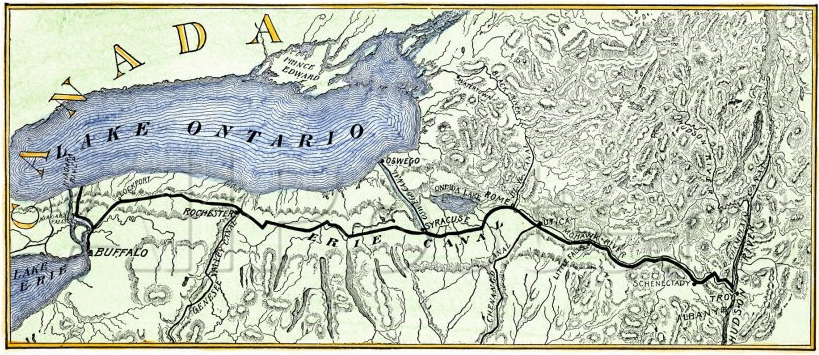
Mapa del canal d'Erie, 1840

L'any 1800, típicament es necessitaven dues setmanes i mitja per anar de Nova York a Cleveland (Ohio) (a 740 km); 4 setmanes a Detroit (985 km).
Durant els segles xviii i xix els residents del litoral tenien clar que s'havia d'aconseguir un sistema de transport cap a l'oest més eficient. En aquells temps hi havia projectes per Virginia, Maryland.
L'èxit del Canal du Midi de França (1681), el Canal de Bridgewater de Gran Bretanya (acabat totalment el 1769) i l'Eiderkanal (1784) van impulsar la canalmania.
George Washington va fer un esforç per convertir el riu Potomac en un enllaç navegable cap a l'oest.

## Enginyeria
El riu Mohawk (un afluent del riu Hudson) neix prop del Llac Ontario i discorre al nord de la Serralada Catskills dels Apalatxes, que la separa dels Adirondacks al nord.
El problema és que el territori s'alça uns 180 m des del Hudson al llac Erie. En aquella època les rescloses podien gestionar 3,7 m. Encara que amb l'actual tecnologia es pot construir un canal d'aquest tipus també seria massa car. Sobre aquesta idea el President Thomas Jefferson en va dir que era una bogeria (a little short of madness) i va rebutjar que es fes, tanmateix, va interessar el governador de Nova York DeWitt Clinton i aviat va ser ridiculitzat com la bajanada de Clinton ('Clinton's folly' i 'Clinton's ditch'.) El 1817, però, Clinton va rebre suport del legislatiu amb 7 milions de dòlars per a la construcció.
El canal originari feia 1,2 m de fondària i 12 m d'amplada
La construcció entre pedres calcàries i muntanyes va causar 1.000 morts a causa de la malària El 1823 la construcció arribà al Niagara Escarpment. Elmcanal s va revestir d'argila. Tota la feina, anterior a la maquinària de vapor, es feia amb força animal i humana 

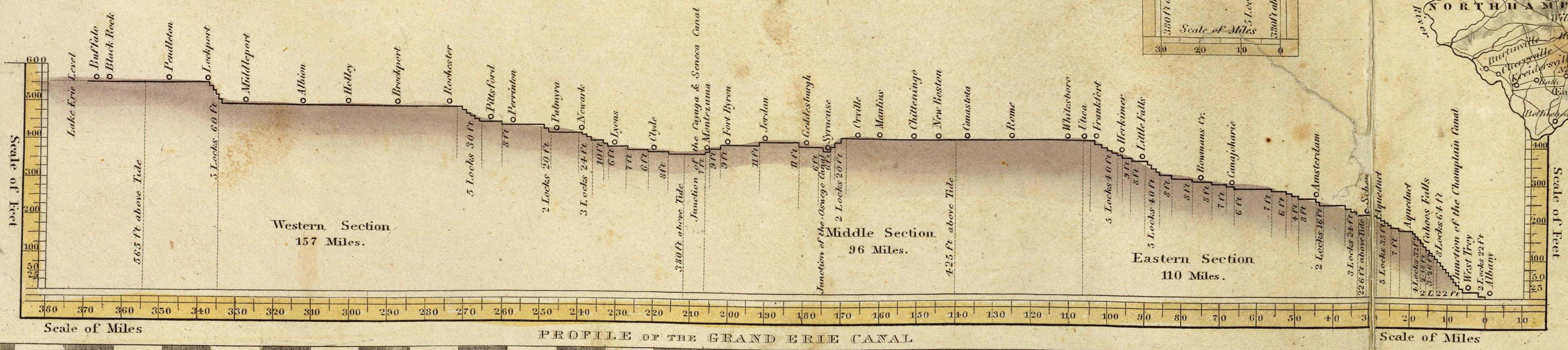
Perfil del canal originari

## Ruta

### Canal original
L'Erie va fer ús de les condicions favorables de la topografia única de Nova York, que va proporcionar a aquesta zona l'única ruptura dels Apalatxes al sud del riu Sant Llorenç. La marea al Hudson arriba fins a Troy, i Albany es troba a l'oest dels Apalaches. Va permetre la navegació est-oest des de la costa fins als Grans Llacs dins del territori estatunidenc.
El canal començava al costat oest del riu Hudson a Albany, i anava cap al nord fins a Watervliet, on es bifurcava el canal Champlain. A Cohoes, va pujar a l'escarpa del costat oest del riu Hudson: 16 rescloses que s'aixecaven 43 m —i després va girar cap a l'oest al llarg de la riba sud del riu Mohawk, creuant cap al costat nord a Crescent i de nou cap al sud a Rexford. El canal va continuar cap a l'oest prop de la riba sud del riu Mohawk fins a Roma, on el Mohawk gira cap al nord.
A Rome, el canal va continuar cap a l'oest paral·lel a Wood Creek, que flueix cap a l'oest al llac Oneida, i va girar cap al sud-oest i l'oest per evitar el llac. Des de Canastota a l'oest, passava aproximadament per la vora nord (inferior) de l’escarpa d'Onondaga, passant per Syracuse, el llac Onondaga i Rochester. Abans d'arribar a Rochester, el canal utilitza una sèrie de crestes naturals per travessar la profunda vall d’Irondequoit Creek. A Lockport el canal va girar cap al sud-oest per pujar fins al cim de l’escarpa del Niàgara, utilitzant el barranc de Eighteen Mile Creek.
El canal va continuar cap al sud-sud-oest fins a Pendleton, on girava cap a l'oest i el sud-oest, utilitzant principalment el canal de Tonawanda Creek. Des del Tonawanda cap al sud cap a Buffalo, va anar just a l'est del riu Niàgara, on va arribar al seu Terminus occidental a Little Buffalo Creek (més tard es va convertir en el Commercial Slip), que desembocava al riu Buffalo just per sobre de la confluència amb el llac Erie. Amb la reexcavació de Buffalo de la llisca comercial, finalitzada l'any 2008, la terminal original del canal es torna a regar i torna a ser accessible amb vaixells. Amb diverses milles del canal terra endins d'aquesta ubicació encara sota l'emplenament i la construcció urbana del segle xx, l'eficaç terminal navegable occidental del canal Erie es troba a Tonawanda.

### Barge Canal

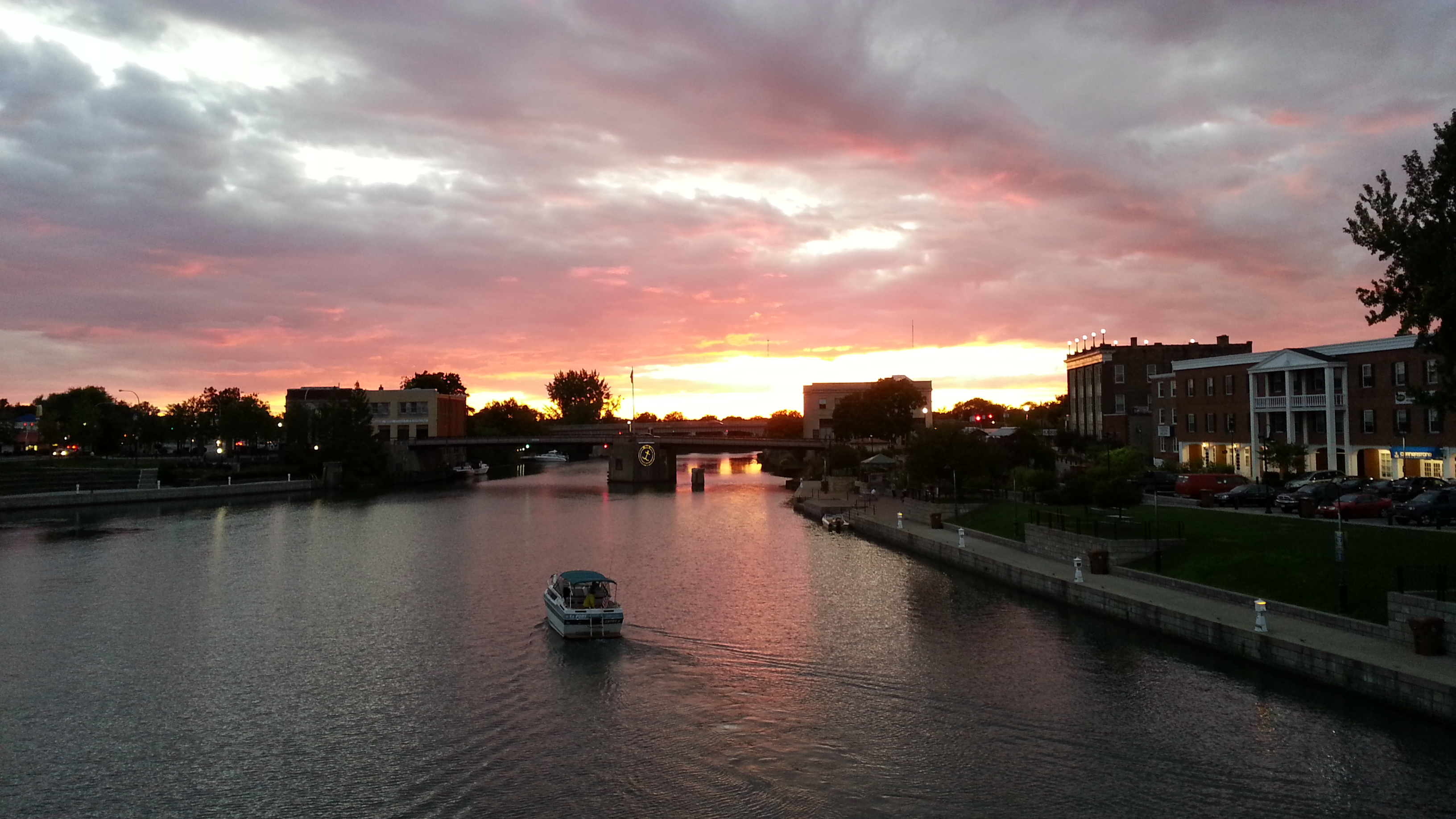
Gateway Harbour al nord de Tonawanda, a uns 300 m des de l'actual terminal occidental del canal Erie on connecta amb el riu Niàgara

La nova alineació va començar al riu Hudson, a la frontera entre Cohoes i Waterford, on va anar al nord-oest amb cinc rescloses (l'anomenat Vol de Waterford), desembocant al riu Mohawk a l'est de Crescent. Es diu que el vol de Waterford és una de les sèries de panys més pronunciades del món.
Mentre que l'antic canal passava al costat del mohawk fins a Roma, el nou canal passava pel riu, que es va redreçar o eixamplar quan era necessari. A Ilion, el nou canal va deixar definitivament el riu, però va continuar seguint una nova alineació paral·lela tant al riu com a l'antic canal cap a Roma. Des de Roma, la nova ruta va continuar gairebé cap a l'oest, fusionant-se amb Fish Creek just a l'est de l'embocadura al llac Oneida.
Des del llac d'Oneida, el nou canal passava cap a l'oest al llarg del riu Oneida, amb talls per escurçar el recorregut. A Three Rivers, el riu Oneida gira al nord-oest, i es va aprofundir pel canal d'Oswego fins al llac Ontario. El nou canal Erie va girar cap al sud al llarg del riu Seneca, que gira cap a l'oest prop de Siracusa i continua cap a l'oest fins a un punt del pantà de Montezuma. Allà, el canal Cayuga i Sèneca va continuar cap al sud amb el riu Sèneca, i el nou canal Erie tornava a ser paral·lel a l'antic canal pel fons de l'escarpa del Niàgara, en uns quants llocs al llarg del riu Clyde i en uns quants llocs substituint l'antic canal. A Pittsford, al sud-est de Rochester, el canal va girar cap a l'oest per recórrer el costat sud de Rochester, en lloc del centre de la ciutat. El canal travessa el riu Genesee al parc de la vall de Genesee, i després torna a unir-se a l'antic camí prop de North Gates.
A partir d'aquí, va tornar a ser aproximadament una millora del canal original, que va cap a l'oest fins a Lockport. Aquestes 64,2 milles de Henrietta a Lockport s'anomena el nivell de les 60 milles ja que no hi ha rescloses i el nivell de l'aigua només puja 0,61 cm en tot el tram. Per mantenir el nivell del canal s'utilitzen desviaments des de i cap a rieres naturals adjacents al llarg del camí. Va cap al sud-oest fins a Tonawanda, on la nova alineació desemboca al riu Niàgara, que és navegable riu amunt fins a l'eclusa de Black Rock del New York Barge Canal i des d'allí fins al Western Terminus original del canal a Buffalo's Inner Harbor.

## El canal avui

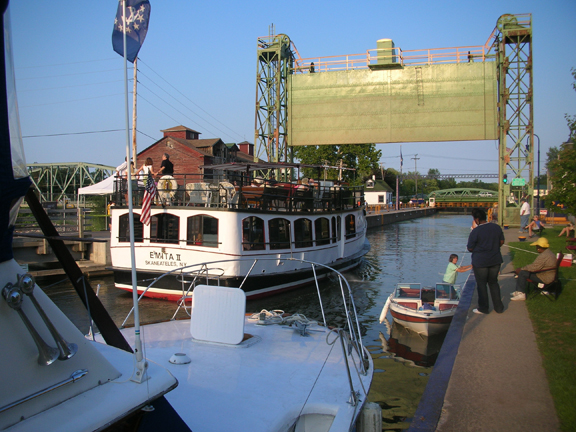
Un vaixell d'excursió comercial passa per Baldwinsville's Lock 24.

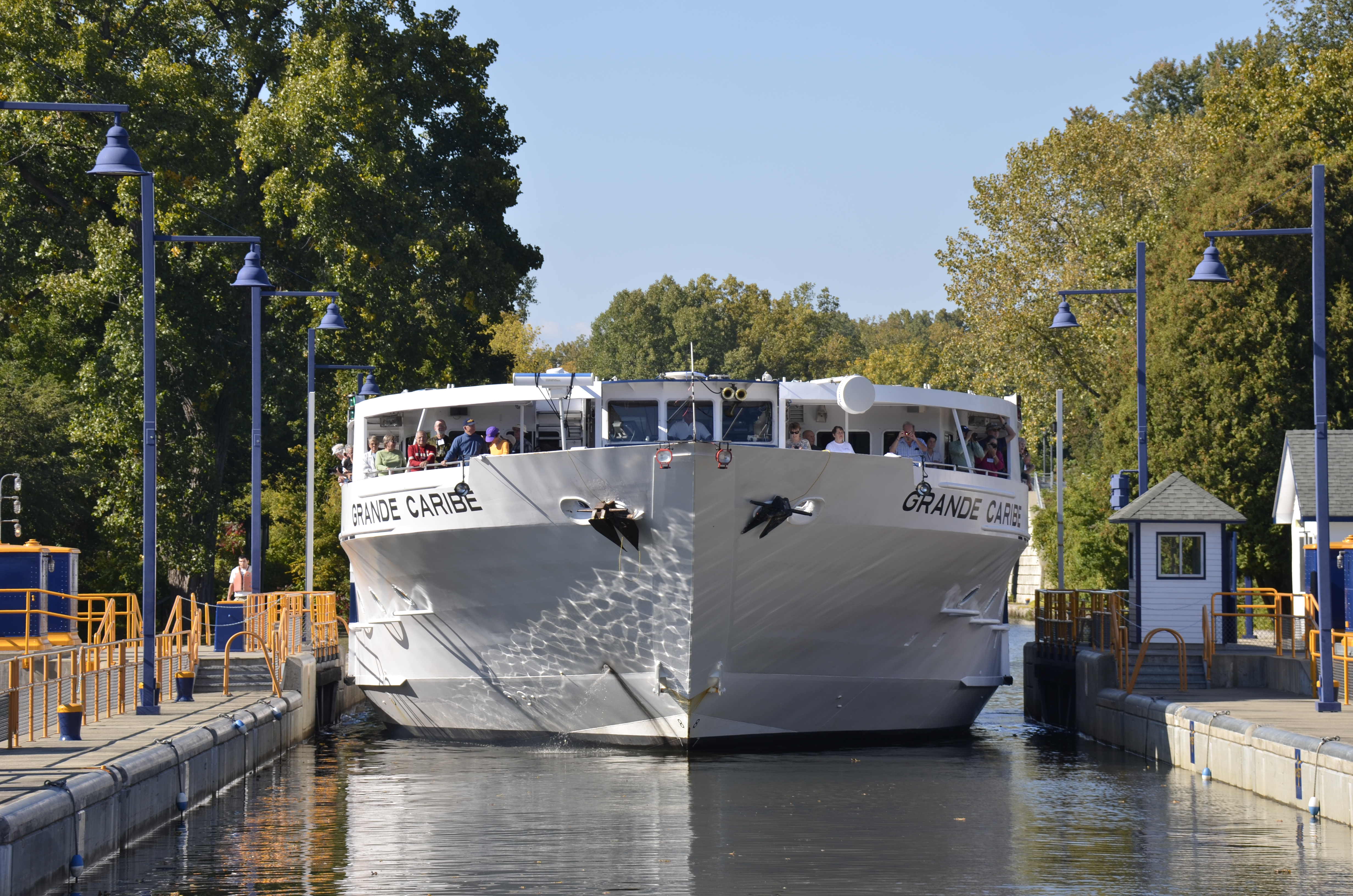
MV Grande Caribe travessant el canal en un creuer nocturn el 2014

Avui en dia, el canal Erie és utilitzat principalment per vaixells d'esbarjo, tot i que continua servint per diverses empreses comercials de remolc de barcasses.
El canal està obert a embarcacions petites i uns quants vaixells més grossos de maig a novembre de cada any. Durant l'hivern, l'aigua es drena de parts del canal per al seu manteniment. El canal de Champlain, el llac Champlain i el canal de Chambly i el riu Richelieu al Canadà formen el pas de Lakes to Locks, fent una atracció turística de l'antiga via fluvial que unia l'est del Canadà amb el canal Erie. L'any 2006 es van eliminar les taxes de navegació recreativa per atraure més visitants.
El canal Erie és una destinació per a turistes d'arreu del món i ha inspirat guies dedicades a l'exploració de la via fluvial. Una companyia de creuers del canal Erie, amb seu a Herkimer, opera des de mitjans de maig fins a mitjans d'octubre amb creuers diaris. El creuer recorre la història del canal i també porta els passatgers a través de la resclosa 18.
A part del transport, nombroses empreses, granges, fàbriques i comunitats al costat dels seus bancs encara utilitzen les aigües del canal per a altres finalitats, com ara el reg per a terres de conreu, l'electricitat, la investigació, la indústria i fins i tot beure. L'ús del sistema de canals té un impacte econòmic total estimat de 6.200 milions de dòlars anuals.

### Antic canal d'Erie

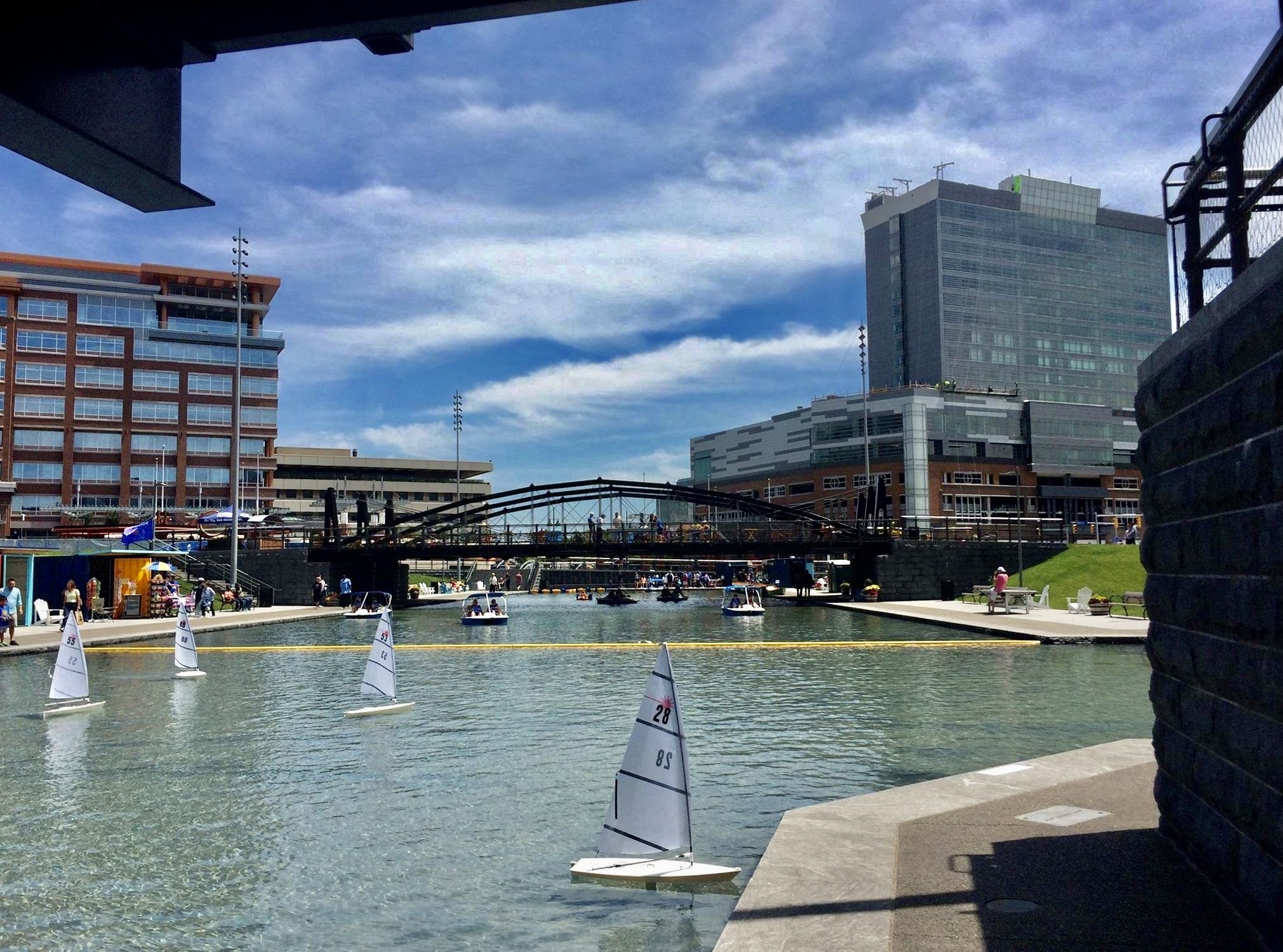
Canalside, un segment recreat del Old Erie Canal a Buffalo

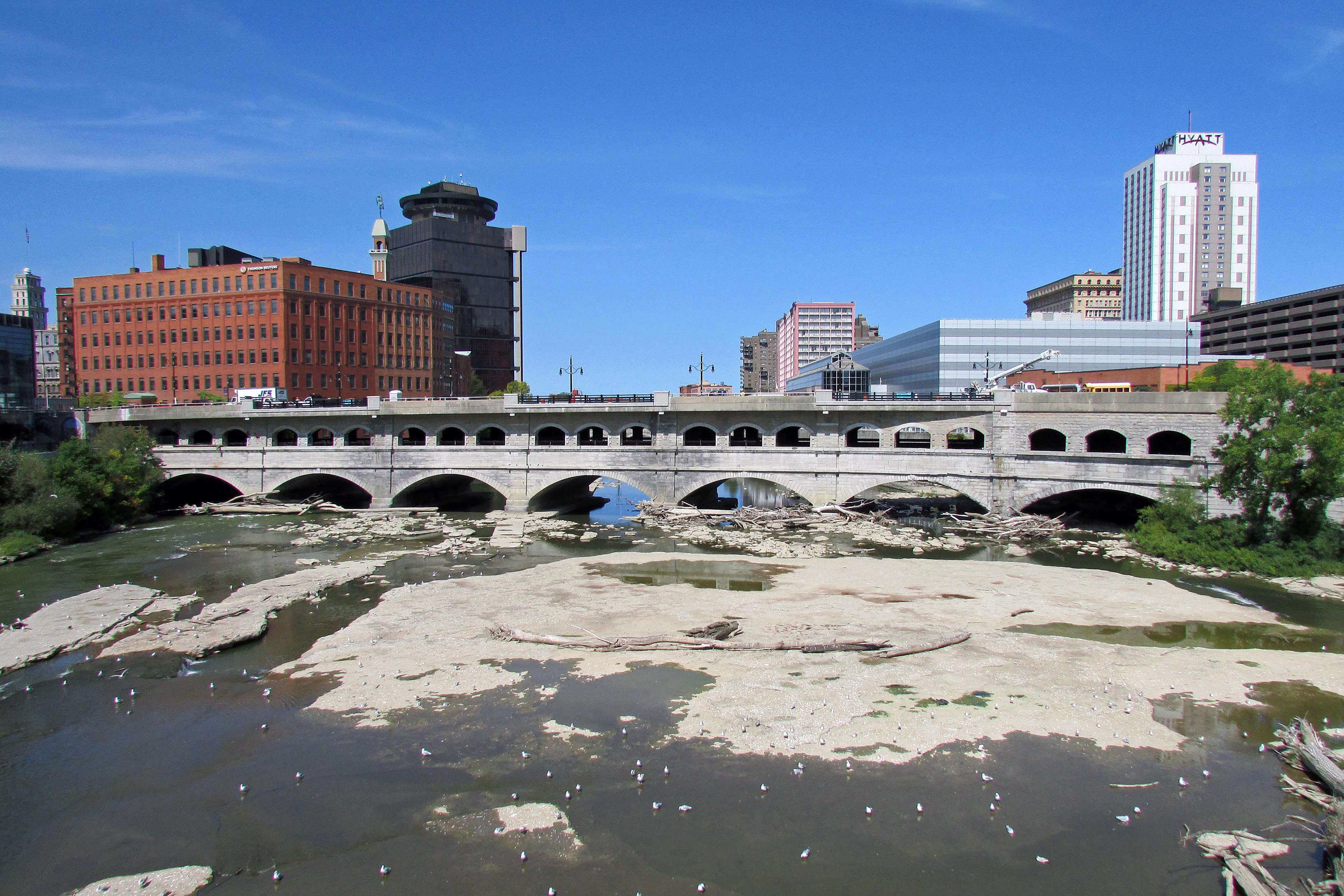
El segon aqüeducte de Genesee a Rochester transportava el metro de Rochester i ara porta Broad Street

Avui en dia, la reconfiguració del canal creada durant la Primera Ampliació s'anomena comunament Canal Erie millorat o Canal Antic Erie, per distingir-lo del curs actual del canal. Les restes existents del canal de 1825 abandonat durant l'ampliació s'anomenen oficialment avui com Clinton's Ditch (que també va ser el sobrenom popular de tot el projecte del canal Erie durant la construcció original de 1817-1825).
Les seccions de l'Antic Canal d'Erie que no s'utilitzen després de 1918 són propietat de l'estat de Nova York, o han estat cedides o comprades per comtats o municipis. Molts trams de l'antic canal s'han omplert per crear carreteres com Erie Boulevard a Syracuse i Schenectady, i Broad Street i el metro de Rochester a Rochester. A 58 km el tram de l'antic canal des de la ciutat de DeWitt, Nova York, a l'est de Syracuse, fins als afores de Roma, Nova York, es conserva com el parc històric estatal Old Erie Canal. El 1960 el lloc històric estatal de Schoharie Crossing, una secció del canal al comtat de Montgomery, va ser un dels primers llocs reconeguts com a Monument històric nacional.
Alguns municipis han conservat trams com a parcs de canals municipals o comarcals, o tenen previst fer-ho. Camillus Erie Canal Park conserva un parc d'un tram d'11 km i ha restaurat l'aqüeducte de Nine Mile Creek, construït el 1841 com a part de la Primera Ampliació del canal. En algunes comunitats, l'antic canal s'ha omplert de vegetació excessiva i runa. S'han fet propostes per rehidratar l'antic canal pel centre de Rochester o Syracuse com a atracció turística. A Siracusa, la ubicació de l'antic canal està representada per una piscina reflectant a la plaça Clinton del centre de la ciutat i el centre de la ciutat acull una barcassa de canal i una estructura de pany de pesatge, ara seca. Buffalo's Commercial Slip és el segment restaurat i regat del canal que va formar el seu Terminus occidental.
L'any 2004, l'administració del governador de Nova York, George Pataki, va ser criticada quan els funcionaris de la Corporació del Canal de l'Estat de Nova York van intentar vendre els drets de desenvolupament privat de grans trams de l'Antic Canal d'Erie a un sol promotor per 30.000 dòlars, molt menys del que valia el terreny. Després d'una investigació del diari Syracuse Post-Standard, l'administració de Pataki va anul·lar l'acord.

## Allargaments i millores

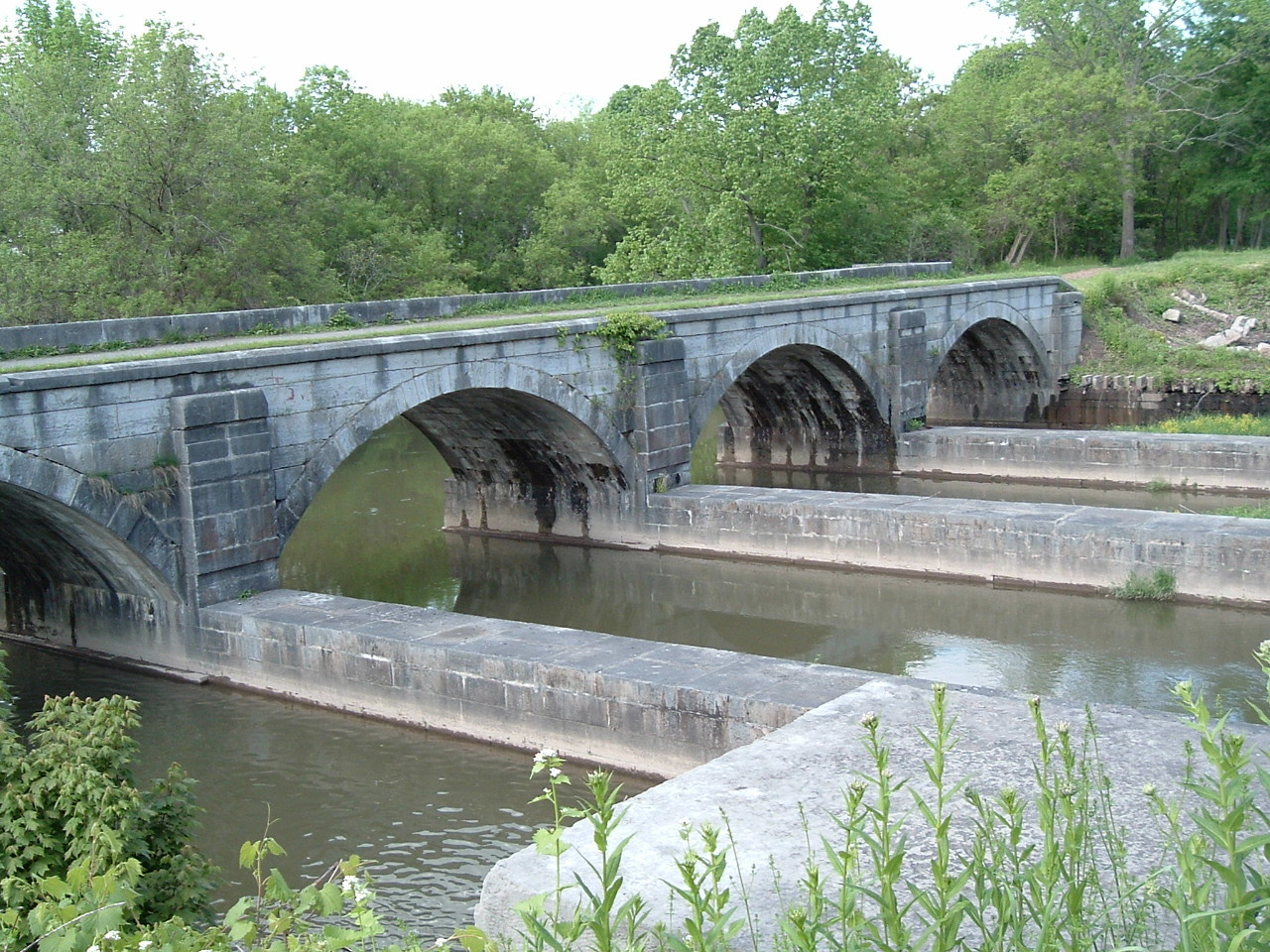
Aqüeducte sobre Nine Mile Creek abandonat el 1918 i després restaurat.

L'erosió del fons d'argila va ser un problema i la velocitat es va limitar a 6 km/hora.
El tonatge previst d'1,5 milions de tones immediatament va ser ultrapassat. Un pla ambiciós de millora del canal es va fer l'any 1834 conegut com a First Enlargement), es va fer més ample el canal (21 m) i més fons (2,5 m). Les rescloses es van ampliar o reconstruir i es van fer molts més aqüeductes.
Actualment el canal fet durant el First Enlargement es coneix com el Improved Erie Canal o l'Old Erie Canal, per a diferenciar-lo del curs del canal modern.
Diversos canals alimentadors aviat convertiren l'Erie Canal en un sistema.

## Impacte

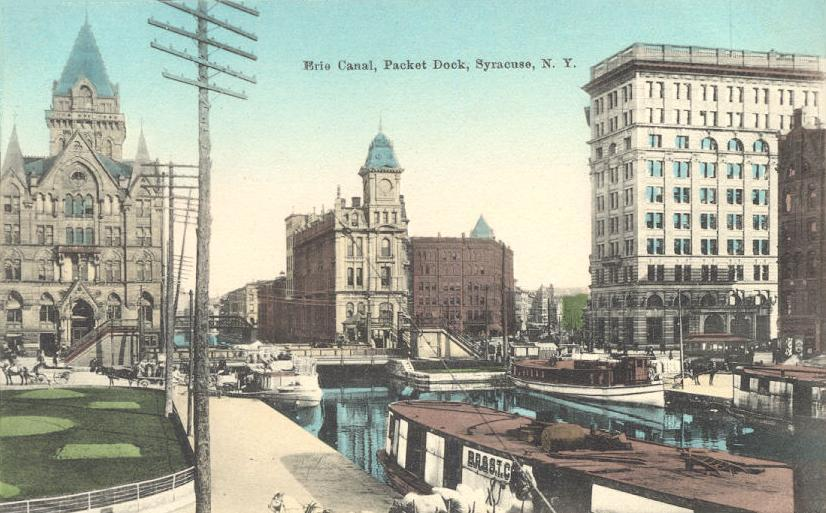
Syracuse (Nova York) c.1905.

El canal d'Erie va fer abaixar molt el cost del transport entre el Midwest i el Northeast, amb costos del menjar més baixos a les ciutats de l'Est i maquinària i béns manufacturats més econòmics al Mid-west. Aquest canal van fer més riques les ciutats de Nova York, Buffalo, i l'Estat de Nova York. També va permetre la migració cap a l'Oest.
Molts ètnicament irlandesos, molts d'ells treballaren per a fer el canal, s'establiren en les ciutats de la via.
Per la resposta britànica a la Corn Law en va resultar un increment de les exportacions de blat del Midwest a la Gran Bretanya com també del comerç amb Canadà.
La preocupació per l'erosió del canal va portar a la creació de l'Adirondack Park, el 1885.
Molts grans escriptors han escrit sobre el canal d'Erie, incloent Herman Melville, Frances Trollope, Nathaniel Hawthorne, Harriet Beecher Stowe, Mark Twain, Samuel Hopkins Adams i el Marquès de Lafayette.
L'any 1918, aquest Canal va ser substituït pel més gran New York State Barge Canal.